# أسرار الدين بترا عمر
أسرار الدين بترا عمر (25 مارس 1988 بكوالا سلاغور في ماليزيا - ) هو لاعب كرة قدم ماليزي في مركز الدفاع. شارك مع منتخب ماليزيا تحت 23 سنة لكرة القدم ومنتخب ماليزيا لكرة القدم. أما مع النوادي، فقد لعب مع نادي جوهر دار التعظيم ونادي سلاغور وHarimau Muda C ‏ وهاريماو مودا ب.